# Chalcides sexlineatus
Chalcides sexlineatus е вид влечуго от семейство Сцинкови (Scincidae). Видът не е застрашен от изчезване.

## Разпространение и местообитание
Разпространен е в Испания.
Обитава гористи местности, места с песъчлива и суха почва, долини, ливади, храсталаци и плантации в райони с умерен климат.

## Описание
Популацията на вида е стабилна.